# Minimalistický program
Minimalistický program (minimalismus) je směr výzkumu v lingvistice, který vytyčil Noam Chomsky v roce 1993 svým článkem A minimalist program for linguistic theory. Jde o hlavní směr, jímž se ubírá generativní gramatika od začátku 90. let 20. století.
Chomsky prezentuje minimalismus jako výzkumný program v tom smyslu, jaký používá Imre Lakatos – jako způsob výzkumu, který poskytuje koncepční rámec řídící vývoj lingvistické teorie. Jako výzkumný program zahrnuje široké a různorodé spektrum výzkumných směrů. Podle Chomského si minimalismus klade dvě základní otázky – Co je to jazyk? a Proč má ty vlastnosti, které má? – ale odpovědi na tyto dvě otázky lze zasadit do jakékoli teorie.

## Koncepční rámce

### Cíle a předpoklady
Minimalismus je přístup vyvinutý s cílem porozumět podstatě jazyka. Mluvčího znalost jazyka modeluje jako komputační systém s jednou základní operací, jmenovitě Sloučením (anglicky Merge). Sloučení postupně kombinuje výrazy z lexikonu, a vytváří reprezentace, které charakterizují transformační gramatiku chápanou jako internalizovaná intenzionální stav znalosti, který mají jednotliví mluvčí. Podle této hypotézy, I-jazyk – také nazývaný Univerzální gramatika – odpovídá počátečnímu stavu jazykového oddílu člověka.
Minimalismus je reduktivní v tom smyslu, že se snaží identifikovat, které aspekty lidského jazyka – stejně jako komputačního systému, který je jeho základem – jsou konceptuálně nezbytné. To je někdy rámováno jako otázky týkajících se dokonalého návrhu (Je návrh lidského jazyk dokonalý?) a optimality výpočtu (Je komputační systém optimální pro lidský jazyk?) Tyto otázky jsou založeny na sadě předpokladů v pozadí, z nichž některé se vracejí zpátky k první fázi generativní gramatiky:
1. Jazyk je formou poznání. V mozku existuje jazykový okrsek (anglicky language faculty, FL), který interaguje s jinými kognitivními systémy mozku; ten umožňuje, aby si lidé osvojili jazyk.
2. Jazyk je komputační systém. Jazykový oddíl sestává z komputačního systému (CHL), jehož počáteční stav (S0) obsahuje invariant principů a parametrů.
3. Osvojování jazyka sestává z osvojování lexikonu a fixování hodnot parametrů cílového jazyka.
4. Jazyk generuje nekonečnou množinu výrazů daných jako dvojice zvuk-význam (π, λ).
5. Syntaktické výpočty mají rozhraní s fonologií: π odpovídá fonetické formě (PF), a má rozhraní s artikulačně-vjemovým (A-P) výkonným systémem, který zahrnuje artikulaci produkci řeči a sluch vnímání řeči.
6. Syntaktické výpočty mají rozhraní se sémantikou: λ odpovídá logické formě (LF), a má rozhraní s koncepčně-intencionálním (C-I) výkonným systémem, který zodpovídá za koncepční strukturu a intencionalitu.
7. Syntaktické výpočty jsou v relevantním rozhraní plně interpretovány: (π, λ) jsou interpretovány v rozhraních PF a LF jako instrukce pro výkonné systémy A-P a C-I.
8. Nějaké aspekty jazyka jsou invariantní: konkrétně komputační systém (tj. syntax) a LF.
9. Nějaké aspekty jazyka umožňují výběr, jsou variantní. Možnost výběru se projevuje v saussurovské arbitrárnosti, v možnosti volby hodnot parametrů a v možnostech zobrazení na PF.
10. Teorie gramatiky splňuje kritérium koncepční nezbytnosti; toto je Silná teze minimalismu, kterou představil Chomsky ve svém článku „Beyond explanatory adequacy“.[5] To má následující důsledky: jazyk představuje optimální spojení zvuku s významem; jazykový oddíl splňuje pouze podmínky rozhraní určené výkonnými systémy A-P a C-I; PF a LF jsou jediné lingvistické úrovně.

### Silná minimalistická teze
Minimalismus rozvíjí myšlenku, že jazyková schopnost lidí je optimální ve své konstrukci a mimořádná ve své organizaci, a že její vnitřní fungování odpovídá velmi jednoduchému výpočtu. Z této perspektivy je univerzální gramatika instanciací dokonalé konstrukce v tom smyslu, že obsahuje pouze nezbytné prvky. Minimalismus dále rozvíjí pojem ekonomie, který, přestože je stále okrajovým prvkem transformační gramatiky, se používá od začátku 90. let 20. století. Ekonomie derivace vyžaduje, aby k přesunům (tj. transformacím) docházelo pouze tehdy, když jsou nezbytné, jmenovitě aby vyhovovaly kontrole rysů, při níž interpretovatelný rys musí vyhovovat odpovídajícímu neinterpretovatelnému rysu. (Viz diskuze o kontrole rysů níže.) Ekonomie reprezentace vyžaduje, aby gramatické struktury měly nějaký účel. Struktura věty nesmí být složitější, než je potřebné pro to, aby vyhovovala omezením gramatické správnosti.
V rámci minimalismu dosáhla zvětšeného významu ekonomie – přepracovaná ve smyslu Silné minimalistické teze (SMT). Kniha Noama Chomského a Roberta Berwicka Why Only Us? z roku 2016 definuje Silnou minimalistickou tezi takto:
| „                                          | Optimální situace by byla, kdyby se UG omezovala na nejjednodušší komputační principy, které by vycházely z podmínek výpočetní efektivity. Tato hypotéza se nazývá Silná minimalistická teze (SMT). | “ |
| — Why Only Us? MIT Press. 2016. Strana 94. | |   |

Podle silné minimalistické teze je jazyk (mimo jiné) produktem požadavků rozhraní a sociální expozice určitému jazyku. Tím se „vrozený“ komponent jazykového oddílu, který byl mnoho desetiletí kritizován, omezuje na minimum.
Nedílnou vlastností syntaktického modelu (například Y/T-modelu) je fakt, že sociální a jiné faktory nehrají žádnou roli ve výpočtu, který se uskutečňuje v úzké syntaxi; to, na co se Chomsky, Hauser a Fitch odkazují jako na jazykový okrsek mozku v užším smyslu (anglicky Faculty of Language in the Narrow Sense, FLN) se odlišuje od jazykového okrsku mozku v širším smyslu (anglicky Faculty of Language in the Broad Sense, FLB). Úzká syntax se tedy zabývá pouze požadavky rozhraní, nazývanými také podmínky čitelnosti. SMT lze přeformulovat takto: syntax, úzce definováno, není produktem ničeho jiného než požadavků rozhraní. To je to, co je míněno výrokem „Jazyk je optimálním řešením podmínky čitelnosti“. (Chomsky 2001:96)
Požadavky rozhraní si vynucují smazání vlastností, které jsou v určitém rozhraní neinterpretovatelné, což je nezbytný důsledek Plné interpretace. PF objekt se musí skládat pouze z vlastností, které jsou interpretovatelné v artikulačně-vjemovém (A-P) rozhraní; podobně LF předmět musí se skládá z vlastnosti, které jsou interpretovatelné v koncepční-intencionální (C-I) rozhraní. Přítomnost neinterpretovatelného rysu v obou rozhraních bude způsobí derivace na kolaps struktury.
Úzká syntax funguje jako sada operací – Sloučení, Přesun a Shoda – prováděných na enumeraci (výběr vlastností, slov, atd. z lexikon), jejímž jediným cílem je odstranění všech neinterpretovatelných vlastností před tím, než je výsledek poslán přes Spell-Out na A-P a C-I rozhraní. Výsledkem těchto operací je hierarchická syntaktická struktura, která zachycuje vztahy mezi vlastnostmi složek.

### Technická vylepšení
Výzkum otázek minimalismu vedl k několika radikálním změnám v technickém aparátu transformační generativní gramatické teorie. K nejdůležitějším patří:
- nahrazení rozlišování mezi hloubkovou a povrchovou strukturou derivačním přístupem
- nahrazení Teorie X s pruhem holou frázovou strukturou (viz níže)
- nahrazení indexování operacemi Přesunu a Shody
- nahrazení pojmu řízenost kontrolou rysů
- myšlenka, že kontrola rysů – která páruje interpretovatelné a neinterpretovatelné vlastnosti, a neinterpretovatelné následně smaže – by měla být odpovědná za všechny operace, které vytvářejí struktury, včetně Sloučení, Přesunu, a Shody (viz níže)
- myšlenka, že syntaktická derivace pracuje v jasně oddělených „fázích“ (viz níže)
- myšlenka, že existují právě dvě rozhraní, kde syntax interaguje s jinými komponentami: bod „spell-out“ mezi syntaxí a fonetickou formou (PF), a bod interakce s logickou formou (LF)

## Základní operace
Raná verze minimalismu používala dvě základní operace: Sloučení a Přesun. Dřívější teorie gramatiky – i časné minimalistické analýzy – zpracovávaly frázové a přesuvové závislosti jinak než současné minimalistické analýzy, u nichž jsou Sloučení a Přesun různými výstupy jedné operace. Sloučení dvou syntaktických objektů (SO) se nazývá „externí Sloučení“. Stejně jako přesun je definováno jako instance „interního sloučení“, a jde o opětovné sloučení už sloučených SO s jinými SO. Jak by měl být formulován Přesun, se stále diskutuje, ale rozdíly mezi současnými návrhy jsou poměrně malé.
Novější verze minimalismu používá tři operace: Sloučení (tj. externí sloučení), Přesun (tj. interní sloučení) a Shodu. Zavedení Shody jako základní operace vychází z mechanismu, který vynucuje přesun zprostředkovaný kontrolou rysů.

### Sloučení
V původní formulaci je Sloučení funkce, která bere dva objekty (α a β) a vytváří z nich neuspořádanou množinu s návěstím α anebo β. V novějším pojetí je možné, že odvozený syntaktický objekt nebude označený; což nazýváme „jednoduché Sloučení“ (viz část Návěstí).
|                         |                         |               |
| Sloučení(α,β)→{α,{α,β}} | Sloučení(α,β)→{β,{α,β}} | Sloučení(α,β) |

Ve té verzi Sloučení, která generuje návěstí, návěstí identifikuje vlastnosti fráze. Sloučení se vždy aplikuje na dva syntaktické objekty, z nichž jeden je hlavou.
Sloučení může například kombinací dvou lexikálních položek drink a water vytvořit spojení drink water (pít vodu). V Minimalistickém programu je fráze identifikována návěstím (nálepkou). V případě drink water je návěstím drink, protože výsledná fráze má funkci slovese. V typickém syntaktickém stromě to lze reprezentovat takto, se jménem odvozeného syntaktického objektu (anglicky syntactic object, SO) určeným buď samotnou lexikální jednotkou (anglicky lexical item, LI) nebo návěstím kategorie této lexikální jednotky.
|                                                   |                                                                                               |
| Sloučení (drink, water) → {drink, {drink, water}} | Sloučení (drink<sub>V</sub>, water<sub>N</sub>) → {V, {drink<sub>V</sub>, water<sub>N</sub>}} |

Operaci Sloučení je možné aplikovat i na struktury vytvořené touto operací; jinými slovy je to rekurzivní operace. Pokud by Sloučení nebylo rekurzivní, pak by byly gramatické nejvýše dvouslovné výpovědi. (To je relevantní pro osvojování jazyka dětmi, kdy pozorujeme, že děti procházejí takzvanou „dvouslovnou“ fází, což je diskutováno níže v části Důsledky.) Jak je ukázáno v připojené stromové struktuře, pokud nová hlava (zde γ) je sloučena s dříve vytvořeným syntaktickým objektem (frází, zde {α, {α, β} }), tato funkce má formu Sloučení (γ, {α, {α, β}}) → {γ, {γ, {α, {α, β}}}}. γ je zde hlava, takže výstupní návěstí vzniklého syntaktického objektu je γ.

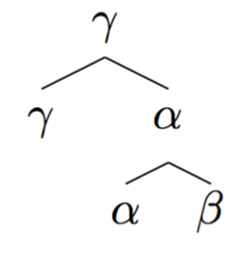

Dřívější Chomského práce definují každou lexikální jednotku jako syntaktický objekt, ke kterému jsou přiřazené jak kategoriální tak selekční vlastnosti. Vlastnosti – přesněji formální rysy – se podílejí na kontrole rysů, při které jsou vstupem dva výrazy, které sdílí stejný rys, a kontroluje se navzájem v určité doméně. V některých, ale ne všech, verzích minimalismu se projekce selekčních vlastností provádí kontrolou rysů, jak je požadováno lokalitou výběru:
Výběr jako projekce: Jak je ukázáno na stromě zachycujícím holou frázovou strukturu věty The Girl ate the food; významným rysem je nepřítomnost různých návěstí (viz Návěstí níže). Selekční vlastnosti lexikální jednotky určují, jak bude na sloučení participovat:
- eat lexikální Položka eat je tranzitivní sloveso, a proto přiřazuje dvě theta-role (Agent, Theme). Theta-role lze reprezentovat jako D-vlastnosti na V – VD,D – a tyto D vlastnosti si vynucují, aby se sloveso sloučilo se dvěma determinátorovými frázemi. Jak je ukázáno ve stromě, první aplikace Sloučení generuje posloupnost Sloveso-Komplement (ate the food), kde DP je the food v pozici komplementu. Druhá aplikace Sloučení generuje ekvivalent posloupnosti Specifikátor-VP (the girl ate the food), kde DP je the girl v pozici specifikátoru.
- PAST lexikální položka pro „minulý čas“ je reprezentována jako rys. Čas vyžaduje přítomnost DP podmětu a sloveso; což zapisujeme jako TD,V. (Nebo přesněji jako TEPP:D.NOM,V. „EPP“ notace znamená „rozšířený princip projekce“ rys, NOM znamená „nominativ“.) Čas (Tense) se nejdříve slučuje s V-projekcí, a výstup pak kombinuje DP podmět the girl, který se, v určitém smyslu, slučuje dvakrát: jednou při V-projekci, a podruhé při T-projekci. (Viz diskuze o Přesunu níže.)
- C∅ lexikální položka pro určení typu věty je fonologicky nulová C∅. Podle hypotézy jsou všechny věty klauzemi (složkami CP), takže kořenová věta The girl ate the food je analyzovány jako CP. Za předpokladu, že všechny fráze mají hlavu (jsou endocentrické), musí být C hlavou CP. C vybírá TP, což zapisujeme jako CT.

Kontrola rysů: Rysy jsou po provedení „kontroly“ odstraněny.
- Sloučení(V,DP) odstraní jednu z D vlastností složky V. Vidíme to na střední V projekci, kde pozice komplementu je realizována determinátorovou frází the food. Toto D-rys je pak „zkontrolován“ a můžeme vidět, že jedna z D vlastností je odstraněný v prostřední V-projekci. Druhou aplikací Sloučení(V,DP) dojde k odstranění vlastnosti D z maximální složky V ve stromě, protože v této fázi derivace byly obě vlastnosti D „zkontrolovány“. Konkrétně, D rys prostřední V-projekce je „zkontrolován“ determinátorovou frází the girl na pozici specifikátoru V.
- Sloučení(T,VP) odstraní V-rys složky T; Sloučení(T,DP) odstraní D-rys složky T.
- Sloučení(C,TP) odstraní T-rys složky C.

Lokalita výběru (LOS) je princip, který vynucuje, aby se selekční vlastnosti podílely na kontrole rysů. LOS říká, že vybraný prvek se musí kombinovat s hlavou, která jej vybírá buď jako komplement nebo jako specifikátor. Výběr je lokální v tom smyslu, že vzdálenost mezi hlavou a prvkem, který hlava vybírá, je omezená, protože výběr musí být uspokojen projekcí hlavy.
|                        |                             |
| Holá frázová struktura | Projekce jako kontrola rysů |

### Přesun
Přesun vzniká „interním sloučením“.
Přesun jako kontrola rysů: Původní formulace rozšířeného principu projekce tvrdí, že věta musí obsahovat podmět na pozici specifikátoru spec TP/IP.
Ve výše ukázaném stromě existuje rys EPP. Jedná se o silný rys, který vynucuje opětovné Sloučení – nazývané interní sloučení – determinátorové fráze the girl. EPP rys ve výše znázorněném stromě je znázorněn dolním indexem u hlavy T, který indikuje, že T vyžaduje podmět v pozici specifikátoru. To způsobí přesun objektu the girl na pozici specifikátoru T.
|                                             |                                              |
| Přesun vynucuje neinterpretovatelný EPP rys | Přesun vynucuje neinterpretovatelný rys pádu |

| |                                                          |                                                               |
| Oznamovací věta: My sister will decorate the bedroom on the weekend. (Moje sestra bude o víkendu malovat ložnici.) | Otázka na podmět: Who chased the cat? (Kdo honil kočku?) | Otázka na předmět: What will Sarah eat? (Co bude Sarah jíst?) |

## Další operace

### Návěstí
Značná část literatury o minimalismu se zabývá otázkou, jak se určuje návěstí fráze. Diskuse o výběru návěstí zrcadlí hlubší ambice Minimalistického programu, kterými je odstranění všech nadbytečných prvků v zájmu co největšího zjednodušení analýzy. Zatímco dřívější návrhy se zabývaly otázkami, jak návěstím rozlišit adjunkci od substituce, novější návrhy usilují o úplné odstranění návěstí; nejsou však obecně přijímané.
Adjunkce a substituce: Chomského monografie z roku 1995 nazvaná  Minimalistický program uvádí dvě metody vytváření struktur: adjunkci a substituci. Standardní vlastnosti segmentů, kategorií, adjunktů a specifikátorů se konstruují snadno. V obecném tvaru strukturovaného stromu adjunkce a substituce, je α adjunktem X, a α je substituováno na pozici SPEC, X. α může být zvednuto na pozici Xmax, čímž se vytvoří nová pozice, která může buď být připojena (anglicky adjoined) k [Y-X] nebo je SPEC, X, pak se nazývá 'cíl'. Minimální doména ve spodní části stromu zahrnuje SPEC Y a Z spolu s novou pozicí vytvořenou vyzvednutím α, který je buď obsažena v Z, nebo celá tvoří Z.
Adjunkce: Před zavedením Holé Frázové Struktury, adjunkty nemění informaci o úrovni pruhů, informaci o kategorii, ani hlavě cíle (umístěné v adjoined struktuře). Ukázka adjunkce pro větu Luna bought the purse yesterday s použitím notace teorie X s pruhem je na následujícím obrázku. Všimněte si, že adverbiální modifikátor yesterday je sourozencem VP, ale zároveň mu VP dominuje. Přidáním modifikátoru se tedy úroveň pruhů nezmění: v tomto případě maximální projekce VP. Minimalisté předpokládají, že adjunkty vykazují odlišnou, snad jednodušší, strukturu. Chomsky (1995) navrhoval, že adjunkce tvoří dvousegmentový předmět/kategorii sestávající z: (i) hlavy návěstí; (ii) jiného návěstí, než je hlava návěstí. Návěstí L není považováno za prvek vytvářené struktury, protože není totožné s hlavou S, ale je z ní odvozeno způsobem, který pro něj není relevantní. Pokud α sousedí s S, a provede se projekce S, pak výsledná struktura je L = {<H(S), H(S)>,{α,S}}, kde celá struktura je nahrazena hlavou S a tím, co struktura obsahuje. To, co se promítá, je hlava, takže ona sama může být návěstím nebo může návěstí určovat nerelevantně. Významná vlastnost nového přístupu vyvinutého v Holé Frázové Struktuře je, že vlastnosti hlavy nejsou zachovány ve struktuře adjunktu, protože připojení adjunktu, k určitému XP způsobí, že následující adjunkce už není nemaximální, jak je znázorněno na obrázku níže, který znázorňuje adjunkci v holé frázové struktuře. Za zmínku stojí, že takový přístup je použitelný na ty XP, které souvisejí s vícenásobnou adjunkcí.
AdjunkceDEFINICE: <H(S), H (S)>, kde Návěstí = {<H(S), H(S)>,{α,S}} (S = hlava)
|                              |                                   |
| Adjunkce v teorii X s pruhem | Adjunkce v holá frázová struktura |

Substituce tvoří novou kategorii sestávající z hlavy (H), která je návěstím, a prvku, který je promítán. Mohou se objevit určité nejednoznačnosti, pokud zdvihání vlastností, v tomto případě α, obsahuje celou hlavu a hlava je také XMAX.
SubstituceDEFINICE: Návěstí = {H(S), {α,S}).
Algoritmus označování (anglicky Labeling algorithm, LA): Sloučení je funkce, která bere dva objekty (α a β) a sloučí je do neuspořádané množiny s návěstím (buď α anebo β), kde návěstí indikuje druh fráze, která vznikla sloučením. Tato technika označování je však příliš neomezená, protože vstupní návěstí vytvářejí nesprávné predikce toho, jaké lexikální kategorie se mohou slučovat. Kvůli tomu je potřeba jiný mechanismus generování správného výstupního návěstí pro každou aplikaci Sloučení, aby návěstí odpovídalo tomu, jak se obě lexikální kategorie kombinují; tento mechanismus se nazývá Algoritmus označování (LA) .
- Označování výběrem a shodou: Chomsky v řadě svých článků navrhoval, že návěstí má být určováno algoritmem označování, který se uplatní poté, co byly vytvořeny syntaktické struktury. Tím, že se návěstí fráze určují endocentricky, se tento mechanismus odklání od předchozí verze generativní gramatiky. Existuje několik návrhů, jak má algoritmus označování vypadat. V dřívějších diskuzích Chomsky prosazoval hypotézu, že určování návěstí množinově-teoretického objektu (α, β) závisí buď na sémantickém výběru nebo na shodě mezi α a β. I když je tato formulace LA konzistentní se základními principy teorie X s pruhem, odkaz na externí relace, jakými jsou sémantický výběr a shoda, je v rozporu se záměrem objevit jednoduchou příčinu.

Algoritmus označování (verze 1): Výstup Sloučení(α, β) je označen symbolem α, pokud:
(a) α vybírá β jako svůj sémantický argument nebo
(b) α se shoduje s β, což znamená, že β je připojeno k α kvůli shodě specifikátoru s hlavou (kontrola rysů) 
- Označování externím a interním sloučením: Navrhl Chomsky v Foundational Issues in Linguistic Theory.[23] V této verzi LA, věta (a) znamená, že výstup Sloučení(V, DP) bude označen V, protože V je lexikální položka (LI). A věta (b) znamená, že pokud syntaktický objekt je znovu zaveden do derivace interním sloučením – k čemuž dojde, když podmět DP přesunuje do Spec,TP – pak výstup Sloučení(DP,T) bude označen T. Tato verze LA však používá dvě různé definice označování, jednu pro externí sloučení (věta a), a druhou pro interní sloučení (věta b).

Algoritmus označování (verze 2): Výstup Sloučení(α, β) je označen symbolem α, pokud
(a) α je Lexikální položka (LI) nebo
(b) β je interně sloučeno do α
- Označování prominencí: Problems of Projection[25] popisuje ještě jednodušší LA založený na pojmu „prominence“. V této verzi LA je návěstí nezávisle určeno libovolnou vlastností UG (univerzální gramatiky) umožňuje nám identifikovat „prominentní lexikální položku. Po této revizi začíná být sporné, zda Sloučení hraje jakoukoli roli pro všechna v označování/projekce, protože je nyní nadbytečné.

Algoritmus označování (verze 3): Návěstí/hlava syntaktického předmětu (SO) Σ je nejprominentnější lexikální položka v Σ.
- Označování vytvářením množin: Další zjednodušení je uvedené [22], kde je Sloučení zjednodušeno na elementární operaci vytvářející množiny, což znamená, že syntaktické objekty (SO) již nejsou přiřazeny k neterminálním symbolům jako projekce. Návěstí jsou nyní pouze syntakticky relevantními „hlavami“ frází, a jsou určeny nezávisle algoritmem označování. S touto teorií označování nechává holou frázovou strukturu (anglicky Bare phrase structure, BPS) úplně bez projekcí.

Algoritmus označování (verze 4): Sloučení(α, β) = {α, β}.
Vhodnost algoritmu označování byla před nedávnem zpochybněna, protože syntaktici identifikovali několik omezení Chomského návrhů. Uvádí se, že problém představují dva druhy frází. Algoritmus označování předpokládá, že pro označování se použije minimální vyhledávání, při kterém jedna lexikální jednotka ve frázové struktuře funguje jako hlava a poskytuje návěstí fráze.
Uvádí se, že minimální vyhledávání nebude fungovat v následujících dvou případech:
1. {H, H}, když obě složky jsou lexikální jednotky.
2. {XP, YP}, když ani jedna ze složek není lexikální jednotkou.
V obou těchto případech neplní funkci prominentního prvku (tj. hlavy) žádná lexikální jednotka, takže návěstí fráze nelze minimálním vyhledáváním získat. Chomsky sice navrhl, jak řešit tyto případy, ale jejich problematičnost je považována za znamení toho, že celý algoritmus označování porušuje zásady minimalistického programu, protože nevyvěrá z koncepční nezbytnosti.
Dalšími příklady lingvistických jevů, u nichž Chomského algoritmus označování není schopen přiřadit návěstí, je přesun predikátu na začátek, vestavěná topikalizace, skrembling (volný přesun složek), složené struktury (obsahující více specifikátorů).
Kvůli této kritice Chomského algoritmu označování se vyskytují názory, že teorie algoritmu označování by měla být úplně opuštěna a nahrazena jiným mechanismem označování. Za jeden z možných mechanismů se považuje princip symetrie, který je použitelný pro označování i v případech, kdy se při odvozování frází uplatňují složité lingvistické jevy.

### Shoda
Krátce po roce 2000 přestává být kontrola rysů považována za podmínku přesunu, a začíná být považována za podmínku shody. Tento směr výzkumu byl formulován v Chomského práci z roku 2000 takto:
Shoda: α se může shodovat s β právě tehdy, když:
(a) α nese alespoň jeden bezhodnotový a neinterpretovatelný rys a
β nese odpovídající interpretovatelný a hodnotový rys
(b) α c-ovládá β
(c) β je nejbližším cílem α
(d) β nese bezhodnotový neinterpretovatelný rys (podle Zeijlstra 2012)
Mnoho novějších analýz předpokládá, že Shoda patří mezi základní operace, stejně jako Sloučení a Přesun. V současnosti jde o velmi aktivní prostor výzkumu, v němž se stále vyskytuje mnoho otevřených otázek:
1. Je shoda primitivní operací?
2. Jaký je „směr“ relace shody: aplikuje se shora dolů, zdola nahoru nebo v obou směrech?
3. Je shoda syntaktická operace, postsyntaktická operace, která se aplikuje na PF nebo obojí?
4. Je relace shody omezena na určité typy rysů?
5. Je relace shody podrobena omezením lokality?
6. Které jevy se nejlépe modelují relací shody?
7. Je relace shody podmíněna jinými faktory nebo se aplikuje volně?
8. Jak shoda interaguje s jinými operacemi jako například sloučení a označování?

Ko-indexace jako kontrola rysů: ko-indexační značky, jako například {k, m, o, atd.}
|             |
| Ko-indexace |

## Derivace podle fáze
Fáze je syntaktická doména, kterou jako první předpokládal Noam Chomsky v roce 1998. Je doménou, ve které se uplatňují všechny derivační procesy, a kde se provádí kontrola všech vlastností. Fáze sestává z hlavy fáze a domény fáze. Jakmile derivace dosáhne fáze a všechny vlastnosti jsou zkontrolovány, doména fáze je poslána k přenosu, a pro další výpočty se stane neviditelnou. Literatura ukazuje tři trendy, které uvádějí, co je obecně považováno za fázi:
1. Všechny CPs a některé vPs jsou fáze: Chomsky původně navrhoval, že CP a vP u tranzitivních a neergativních sloves tvoří fázi. To vycházelo z návrhu, že fráze vykazují silné efekty diskutované výše.[22]
2. Existuje určitá množina frází, které jsou fázemi: CP, DP (pokud vycházíme z paralely mezi DP a CP[31]), všechny vPs,[32] TP (v některých jazycích[33])
3. Každá fráze je fází, přičemž přesouvané složky procházejí všemi dočasnými hranami fráze.[33]

### Silné fáze: CP avP
Jednoduché věty lze rozložit na dvě fáze, CP a vP. Chomsky považuje CP i vP za silné fáze, kvůli jejich propozičnímu obsahu a jejich interakci s přesunem a rekonstrukcí.
Propoziční obsah: CP i vP jsou propoziční jednotky, každá z jiného důvodu. CP je považována za propoziční jednotku, protože jde o úplnou větu, která má čas a způsob: příklad (1) ukazuje, že komplementizér that ve fázi CP vyžaduje, aby vedlejší věta obsahovala určité sloveso (zde v minulém čase) v vyjádřeným způsobem (oznamovací). vP je považována za propoziční jednotku, protože jsou v ní všechny theta role přiřazeny: v (2) sloveso ate v vP fáze přiřazuje theta roli Theme DP složce the cake a theta-roli Agentu DP složce Mary.
```
(1) 
John said
 [
CP
 
that Mary will eat cake
 ].
```

```
(2) [
CP
 
Mary
 [
v
P
 
<Mary> 
ate cake
 ].
```

|                           |                                  |                        |
| struktura jednoduché věty | CP fáze: that Mary will eat cake | vP fáze: Mary ate cake |

Přesun: CP a vP mohou být ohniskem důrazově vytýkací konstrukce (anglicky pseudo-cleft movement), což ukazuje, že CP i vP tvoří syntaktickou jednotku: to je vidět v příkladu (3) na CP složce that John is bringing  dessert, a v příkladu (4) na vP složce arrive tomorrow.
```
(3) a. 
Mary said
 [
CP
 
that John is bringing dessert
].
    b. 
What Mary said was
 [
CP
 
that John is bringing dessert
].
```

```
(4) a. 
Alice will
 [
vP
 
arrive tomorrow
].
    b. 
Co Alice bude do je
 [
vP
 
arrive tomorrow
].
```

Rekonstrukce. Je-li je přesouvaná složka interpretována ve své původní pozici, aby vyhovovala principům vázání, nazýváme to rekonstrukcí. Pozorování plynoucí z rekonstrukce je konzistentní s tvrzením, že přesun fráze se zastaví na levé hranici CP a vP fáze.
- Rekonstrukce na levé hranici CP fáze: V příkladu (5) může reflexivum himself koreferovat jak s John tak s Fred (koreference je indikována ko-indexací). Avšak složka, která obsahuje himself, jmenovitě fráze [which picture of himself], kterou věta začíná, není c-ovládána ani výrazem John ani výrazem Fred, jak požaduje princip A Teorie řízenosti a vázání. Fakt, že je možná ko-indexace slova himself jak s výrazem John tak s výrazem Fred, se považuje za důkaz, že složka obsahující reflexivum, jmenovitě [which picture of himself] se přesunula přes místo rekonstrukce – kterým je zde levá hranice nižší CP fráze – takže ve vztahu k DP John může vyhovovat principu A teorie řízenosti a vázání.[35]
- Rekonstrukce na levé hranici vP fáze: V příkladu (6) anafora s vázanou proměnnou vyžaduje, aby zájmeno he bylo c-ovládáno frází every student, ale Podmínka C teorie řízenosti a vázání vyžaduje, aby r-výraz Mary byl volný. Tyto požadavky však nemohou být splněny počáteční složkou věty [which of the papers that he gave Mary], která obsahuje he i Mary. To, že i přesto je věta dobře utvořena, indikuje, že tato fráze se musela nejdříve přesunout do místa rekonstrukce, odkud je interpretována. Levá hranice vP fáze je jedinou pozicí, kde mohly být tyto požadavky vázání splněny:
(i) every student c-ovládá zájmeno he;
(ii) Mary není c-ovládáno žádnou DP.[32]

```
(5) a. [Which picture of 
himself
k
] did 
John
k
 think ___ 
Fred
j
 liked __?
    b. [Which picture of 
himself
j
] did 
John
k
 think ___ 
Fred
j
 liked __?
```

```
(6) [Which of the papers that 
he
k
 gave 
Mary
j
] did every student
k  __
 ask her
j
 to read __ carefully?
```

|                                      |                                      |
| Rekonstrukce na levé hranici CP fáze | Rekonstrukce na levé hranici vP fáze |

### Hranice fáze
Chomsky předpokládal, že syntaktické operace musí zachovávat Podmínku nepřekonatelnosti fáze (anglicky Phase Impenetrability Condition, PIC), která v zásadě vyžaduje, aby se přesun uskutečnil od levé hranice fáze. Podmínka nepřekonatelnosti fáze byla v literatuře formulována různě. Rys rozšířeného principu projekce na hlavách fáze spouští kroky dočasného přesunu na hranu fáze.

#### Podmínka nepřekonatelnosti fáze
- Přesun složky z fáze je (v obecném případě) povolen pouze tehdy, když se složka nejdříve přesunula na levou hranici fáze (XP).
- Hranice hlavy X je definována jako residuum mimo X', buď ve specifikátoru X nebo v adjunktech XP.[37]

Následný cyklický wh-přesun v angličtině Podmínku nepřekonatelnosti fáze neporušuje. Věta (7) má dvě fáze: vP a CP. Vzhledem k aplikaci přesunu se who přesunuje z (nižší) vP fáze do (vyšší) CP fáze ve dvou krocích:
- Krok 1: who se přesune z pozice komplementu VP na levou hranici vP a EPP rys slovesa vynutí přesun slova who na hranici vP.
- Krok 2: who se přesouvá z levé hranice nižší vP fáze na místo specifikátoru (vyšší) CP fáze.

```
(7)  [
CP
 
Who
 did you
 [
vP
 
see
 
who
]
]?
```

|                                                  |                                                  |
| Krok 1: wh-fráze se přesunuje na hranici vP fáze | Krok 2: wh-fráze se přesunuje na hranici CP fáze |

Wh-přesun v jazyce Medumba
Jiný příklad podmínky nepřekonatelnosti fáze lze pozorovat, když analyzujeme A'-shodu v jazyce Medumba. A'-shoda je termín používaný pro morfologický odraz A'-přesunu XP. Pokud v jazyce Medumba přesouvaná fráze dosáhne hranice fáze, snižující se tónová melodie se přidává do hlava komplementu hlavy fáze. Protože A'-shoda v jazyce Medumba vyžaduje přesun, přítomnost shody na doplňcích fázových hlav ukazuje, že se wh-slovo přesouvá na hranu fáze a zachovává Podmínku nepřekonatelnosti fáze.
Příklad:
Věta (2a) má snižující se tón na sloveso nɔ́ʔ a čas ʤʉ̀n, proto je gramatický.
(2a) [CP á wʉ́ Wàtɛ̀t nɔ́ɔ̀ʔ [vP ⁿ-ʤʉ́ʉ̀n á?]]
'Koho Watat viděl?'
Věta (2b) nemít snižující se tón na sloveso nɔ́ʔ a čas ʤʉ̀n, proto není gramatický.
(2b) *[CP á wʉ́ Wàtɛ̀t nɔ́ʔ [vP ⁿ-ʤʉ́n á?]]
* 'Koho Watat viděl?'
Pro vygenerování gramatické věty (2a) se musí wh-fráze á wʉ́ přesunout z vP fáze do CP fáze. Aby byla zachována Podmínka nepřekonatelnosti fáze, tento přesun se musí uskutečnit ve dvou krocích protože wh-fráze se musí přesunout na hranici vP fáze, aby se mohla přesunout z nižší fáze.
- Krok 1: Nejdříve se wh-fráze přesune z pozice komplementu VP na hranice vP fáze, aby se zabránilo narušení Podmínky nepřekonatelnosti fáze. V této pozici je shoda slovesa ʤʉ̀n vyjádřena intonací od zvýšeného po nízký tón (HL) (ⁿ-ʤʉ́ʉ̀n). Čas, který vyjadřuje shodu je hlava komplementu hlavy fáze C.

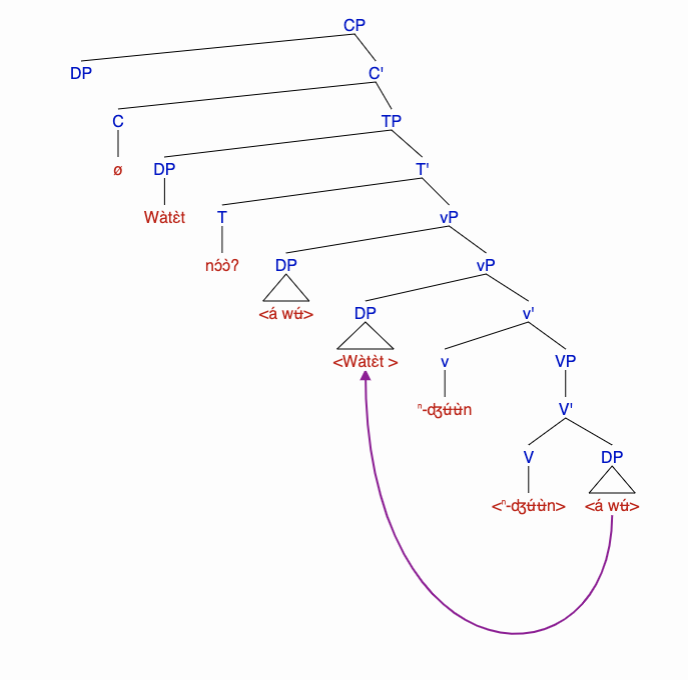
Krok 1: wh-fráze se přesouvá na hranici vP

- Krok 2: Nyní, že je na hranici vP fáze, wh-fráze je schopen ponechat vP fáze a přesun na pozici Spec-C na pozici CP fáze. Shoda je vyjádřena na slevese nɔ́ʔ jako snižující se melodie (nɔ́ɔ̀ʔ). Čas, pomocí kterého je vyjádřena shoda, je hlavou komplementu hlavy C fáze

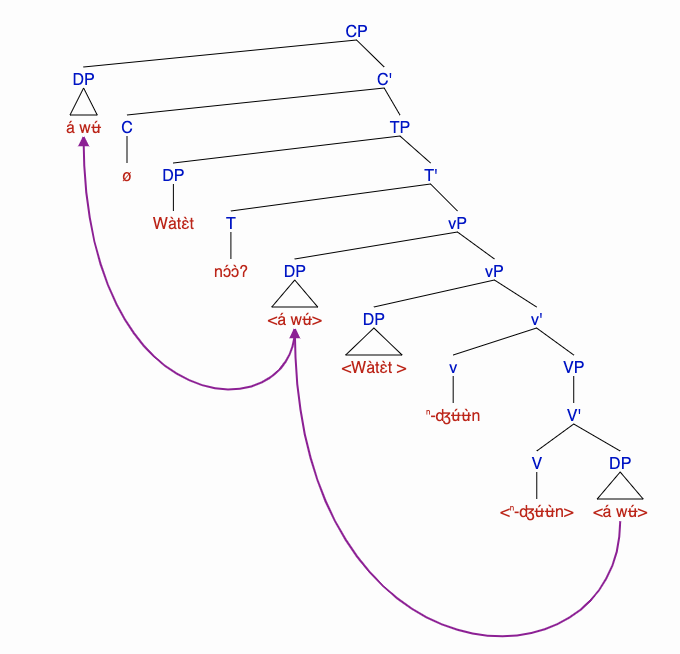
Krok 2: wh-fráze pohyby/pohybuje se z vP fáze na CP fáze

Můžeme potvrdit, že A'-shoda se při přesunu objevuje pouze prozkoumáním vět, kde wh-fráze se nepřesouvá. Ve větě (2c) níže můžeme pozorovat, že na slovesu není melodie od zvýšeného po nízký tón nɔ́ʔ a tense fá protože wh-slovo se na hranici vP a CP fáze nepřesunulo.
(2c) [m-ɛ́n nɔ́ʔ fá bɔ̀ á wʉ́ á]
'The child gave the bag to who?'

### Cyklus
Předpokládá se, že spell-out řetězce je cyklický, ale není shoda, jak jej implementovat. Některé analýzy předpokládají iterativní spell-out algoritmus, s používáním spell-out po každé aplikaci Sloučení. Jiné analýzy předpokládají oportunistický algoritmus, v němž se spell-out aplikuje pouze když je to nezbytné. Další přístupy používají algoritmus, v němž se spell-out objevuje až na konci derivace.
Na cykličnost relace Shoda není jednoznačný názor: někdy je považována za cyklickou, někdy za acyklickou, a někdy za anti-cyklickou.

## Důsledky

### Spojitost s jinými modely

#### Principy a Parametry
Z teoretického hlediska a v kontextu generativní gramatiky je minimalistický program produktem modelu principů a parametrů (P&P), který se považuje za poslední model standardní teorie, do něhož se generativní lingvistika vyvinula od začátku 80. let 20. století do začátku 90. let 20. století. Model principů a parametrů předpokládá pevnou množinu principů (o nichž se předpokládá, že platí pro všechny lidské jazyky), které, pokud jsou doplněny konečnou množinou parametrů, popisují vlastnosti, jež charakterizují jazykové kompetence, které si dítě postupně osvojuje. Jedním z cílů minimalistického programu je potvrdit, že větší část modelu principů a parametrů může být odvozena z hypotetické optimální a výpočetně efektivní konstrukce lidského jazykového oddílu. A naopak, některé aspekty modelu principů a parametrů poskytují technické nástroje a výchozí koncepty, které tvoří širší obrysy minimalistického programu.

#### Teorie X s pruhem
Teorie X s pruhem, kterou představil Chomsky (1970) a rozpracoval Jackendoff (1977), byla hlavním milníkem ve vývoji generativní gramatiky. Obsahuje následující postuláty:
- Každá fráze má hlavu (endocentrickou) a promítá se do větší fráze.
- Hlavy jsou složené rysy, které se skládají z primitivních rysů.
- Obecné schéma X s pruhem v (1) je vlastností univerzální gramatiky (UG):

```
(1) X' → X...
    X″ → [Spec, X'] X'
```

Naoki Fukui ve své knize The Handbook of Contemporary Syntactic Theory rozlišuje v kapitole Frázová struktura tři druhy syntaktických vztahů:
1. Dominance: hierarchická klasifikace lexikálních položek a složek struktury,
2. Označování: syntaktická kategorie každé složky, a
3. Lineární pořadí (neboli precedence): pořadí složek (v zásadě existence schémat teorie X s pruhem). Zatímco v teorii X s pruhem byly tři vztahy, holá frázová struktura kóduje pouze první dva vztahy.[15] Tvrzení 1 a 2 vydržela vývoj gramatické teorie ve své původní formě, na rozdíl od tvrzení 3. Tvrzení 1 bude později nahrazeno neprojekčními uzly.[40]

Přístup používající Principy a Parametry (P&P), který se objevil v roce 1980, otevřel dveře různým teoriím, které se odchylovaly od gramatik založených na pravidlech, ale byly vycházely z více segmentů Univerzální gramatiky jako například teorie X s pruhem, Pádová teorie, atd. Během té doby zmizela PS pravidla, která se ukázala být nadbytečnými, protože pouze opakují to, co je v lexikonu. Transformační pravidla přežila s určitými úpravami ve svém vyjádření. Protože nemusí být definována složitá tradiční pravidla, ale mohou být nahrazena obecným schématem nazývaným Move-α, které znamená, že libovolný prvek lze přesunout kamkoli. Jediné dvě podteorie, které přestály z teorie P&P je Teorie X s pruhem a Move-α. Z nich teorie X s pruhem zodpovídá za hierarchickou strukturu a endocentričnost, zatímco Move-α zodpovídá za neomezenost a nelokální závislosti. O několik let později byl učiněn pokus o sloučení teorie X s pruhem s přesuny návrhem, že se struktury vytvářejí zdola nahoru (pomocí adjunkce nebo substituce podle cílové struktury):
- Vlastnosti se odstraňují hned poté, co se provede projekce hlavy. To vyplývá z myšlenky, že fráze jsou endocentrické (s hlavou): hlava je obligatorní komponenta frázové složky a promítá její nezbytné vlastnosti.
- Neexistuje žádné schéma Teorie X s pruhem, a žádné požadavky na maximální projekce zadané pomocí úrovní pruhů. To je důsledek tvrzení, že vlastnosti se odstraňují projekcí hlavy.
- Na jakékoli úrovni pruhů je možná iterace. To vychází z myšlenky, že skládání frázových struktur je nekonečné.
- Za přesuny a vytváření struktur je zodpovědná adjunkce. To vychází z myšlenky, že transformační operace jsou základními operacemi.
- Projekce jsou uzavřené shodou. To vychází z myšlenky, že v některých jazycích (např. v japonštině) se fráze neuzavírají a prvky lze přidávat jejich opakovaným expandováním. (To není případ angličtiny.)

Teorie X s pruhem měla několik slabých míst a byla nahrazena Holou frázovou strukturou (anglicky Bare phrase structure, BPS), ale některé pojmy z Teorie X s pruhem si BPS vypůjčila. Konkrétně označování uzlů frázové struktury vychází z konvencí Teorie X s pruhem, ale aby se získala „co nejholejší“ frázová struktura, jsou zde určité rozdíly. BPS se odlišuje od Teorie X s pruhem v těchto aspektech:
1. BPS je explicitně derivační. To znamená, že je vystavěna kus po kuse zdola nahoru. Naproti tomu teorie X s pruhem je reprezentační – struktura pro určitou konstrukci je vytvořena na jeden zátah, a lexikální položky jsou vkládány do struktury.
2. BPS nemá striktně danou frázovou strukturu, zatímco v teorii X s pruhem má každá fráze specifikátor, hlavu fráze, a komplement.
3. BPS připouští pouze binární větvení, zatímco teorie X s pruhem připouští binární i unární větvení.
4. BPS nerozlišuje mezi „hlavou“ a „terminálem“, zatímco některé verze teorie X s pruhem takové rozlišování vyžadují.
5. BPS začleňuje vlastnosti, jako například Xmax a Xmin, do své struktury, zatímco teorie X s pruhem obsahuje úrovně, jako například XP, X', X
6. BPS předpokládá, že maximální projekce může být na úrovni XP nebo X', zatímco v teorii X s pruhem může být maximální projekcí pouze XP.

Hlavním důvody přechodu od Teorie X s pruhem k BPS jsou následující:
1. Odstranění pojmu dominance nevětvících se uzlů
2. Odstranění nezbytnosti projekcí na úrovních s pruhem

Následující příklady ukazují vývoj syntaktické struktury od Teorie X s pruhem (která předcházela BPS) ke struktuře bez specifikátorů. BPS vyhovuje principům UG použitím nejméně dvou rozhraní jako 'koncepční-intencionálního a senzoricko-motorického systému' nebo třetí podmínky, která není jazykově specifická, ale stále splňuje podmínky vnesené rozhraním.

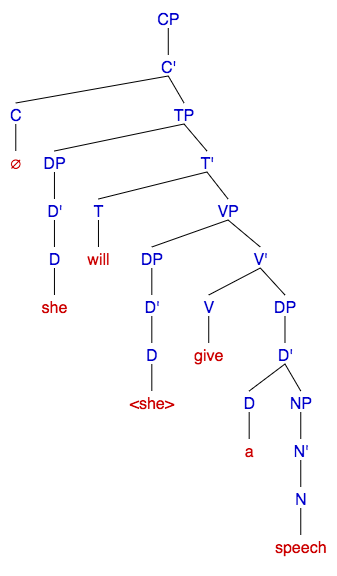
Tento strom je vybrán podle principů teorie X s pruhem, která předcházela BPS.

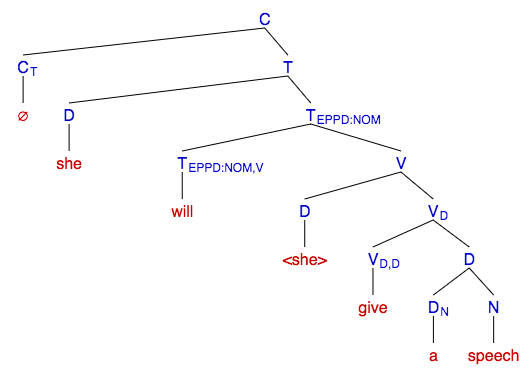
Strom stejné věty, který používá BPS s výběrovými vlastnostmi.

#### Funkcionalismus
Lingvistika uplatňuje různé přístupy pro zkoumání základů jazyka: dva z těchto přístupů jsou formalistický a funkční. Uvádí se, že formalistický přístup lze charakterizovat přesvědčením, že pravidla řídící syntax lze analyzovat nezávisle na věcech, jako je význam a diskurz. Jinými slovy podle formalistů je syntax nezávislý systém (čemuž říkáme autonomie syntaxe). Oproti tomu funkcionalisté si myslí, že syntax je určena z větší části komunikativní funkcí, které slouží. Proto se syntax neudržuje odděleně od věcí jako je význam a diskurz.
Ve funkcionalismu existuje přesvědčení, že se jazyk vyvinul vedle jiných kognitivních schopností, a že abychom porozuměli jazyku, musíme tyto kognitivní schopnosti pochopit. Před MP se Chomského teorie zabývaly pouze formalismem, a předpokládaly, že je možné jazyk izolovat od jiných kognitivních schopností. Při vytváření MP Chomsky uvažuje aspekty poznání (například koncepční-intencionální (CI) systém a senzoricky motorický (SM) systém), které bývají spojovány s jazykem. Přitom prohlašuje, že syntax je specializovaný model, který vylučuje jiné systémy, pod MP, Chomsky uvažuje roli poznání, přepisovacích pravidel, a artikulace když formulujeme jazyk. Za těchto předpokladů jsou tyto kognitivní systémy odpovědné za jazyk podle MP, což se uvádí, že je v protikladu k Chomského předchozí teorii, že MP je konzistentní s funkcionalismem.

#### Závislostní gramatika
V minimalismu existuje proud, který předpokládá, že přesuny nevycházejí ze složkových struktur, ale ze struktur závislostních. Podle něj minimalismus spadá pod závislostní gramatický deštník na základě přijetí holých frázových struktury, stromů bez návěstí a syntaxe bez specifikátorů.
- holá frázová struktura: merge nepoužívá uzly, ve kterých nedochází k větvení a úrovně s pruhem, které jsou nahrazeny minimálními projekcemi (XMIN) a maximálními projekcemi (XMAX):
  - minimální projekce nedominuje jiným lexikálním položkám nebo kategoriím
  - maximální projekce není schopna se promítat na jakékoli vyšší úrovně.
- stromy bez návěstí: pro zjednodušení frázových struktur Noam Chomsky prohlašuje, že návěstí kategorií jsou zbytečná, a proto nemusí být používána; výsledkem jsou stromy bez návěstí. Na úrovni určité kategorie v projekci lexikální položky, která je klasifikována jako hlava, se stane vlastním návěstím.
- syntax bez specifikátorů: zobecnění Abneyho (1987) DP hypotézy zapříčiňuje vývoj syntaxe bez specifikátorů. Lexikální položky, které by v dřívější verzi teorie X s pruhem byly analyzované jako specifikátory – například determinátory byly zavedeny ve [Spec,N]; Pomocná slovesa byla zavedena ve [Spec,V] – a stala se hlavami svých vlastních frází. Například D vnáší NP jako komplement; T vnáší VP jako komplement.

### Osvojení prvního jazyka (L1)
Helen Goodluck a Nina Kazanin ve svém článku z roku 2020 diskutovaly, jak určité aspekty minimalistického programu poskytují pronikavý vhled do procesu osvojování prvního jazyka (L1) dětmi.
- Dvouslovná fáze: Sloučení je operace, při níž se dva syntaktické prvky kombinují do nové složky. Její návěstí určuje hlava dvojice, ale který prvek se stane hlavou, závisí na jazyku. Angličtina je jazyk, který za hlavu vybírá prvek vlevo; japonština je naopak jazyk, který za hlavu vybírá prvek vpravo. Sloučení (kritická operace v MP) může zodpovídat za vzorky kombinací slov, a konkrétněji za pořadí slov, pozorovaných při prvním osvojování jazyka dětmi. Při prvním osvojování jazyka bylo pozorováno, že malé děti kombinují dvě slova takovým způsobem, který odpovídá jazyku, jemuž se učí. Děti, které se učí anglicky dávají „pivotní“ slova (například vidět) před „otevřená“ slova (například bota), což odpovídá charakteru angličtiny, v níž je hlava na začátku, zatímco děti, které se učí japonštinu, dávají „otevřená“ slova před „pivotní“ slova.
- Nástup kombinací s hlavou: Holá Frázová Struktura detailně popsaná výše, zodpovídá v minimalistickém programu za první osvojování jazyka dětmi lépe než dřívější teorie výstavby frázové struktury, jako například teorie X s pruhem. Je to způsobeno tím, že, podle Holé Frázové struktury děti nemusí počítat se středními vrstvami struktury, které se vyskytují v teorii X s pruhem. Popis prvního osvojování jazyka podle Holé Frázové Struktury je jednodušší než v teorii X s pruhem. Děti typicky postupují od (neuspořádaných) spojení ke kombinacím s hlavou. Tuto trajektorii lze modelovat jako vývoj od symetrického Sloučení (kde hodnota výstupního návěstí odvozeného syntaktického objektu je neurčitá) k asymetrickému Sloučení (kde výstupní návěstí odvozeného syntaktického předmětu je určitá, endocentrická, podle hlavy).

### Problémy
Na konci 90. let 20. století David E. Johnson a Shalom Lappin publikovali první detailní kritiky Chomského minimalistického programu. Tato technická práce vyvolala živou diskusi se zastánci minimalismu o vědeckém statusu programu. Původní článek vyvolal řadu odpovědí a dvě další kola odpovědí v následujících vydáních tohoto časopisu.
Lappin et al. uvádí, že minimalistický program je radikálním odvratem od dřívějších chomskyánských lingvistických postupů, který není motivován žádnými novými empirickými objevy, ale spíše obecným požadavkem na dokonalost, který je empiricky nemotivovaný a tak vágní, že je nefalzifikovatelný. Srovnávají přijetí tohoto paradigmatu lingvistickými výzkumníky s jinými historickými změnami paradigmatu v přírodních vědách a došli k závěru, že minimalistický program byl „nevědeckou revolucí“ způsobenou primárně Chomského autoritou v lingvistice. Několik reakcí na jeho článek ve 4. čísle 18. svazku Natural Language and Linguistic Theory z roku 2000 obsahovalo různé obrany minimalistického programu. Některé tvrdí, že MP vlastně není revoluční nebo není široce přijímaný, zatímco jiní v těchto bodech souhlasí s Lappinem a Johnsonem, ale uvádějí, že vágnost formulací MP není problematická, protože jde o výzkumný program a ne o teorii (viz výše).
Prakash Mondal publikoval kritiku Minimalistického modelu gramatiky v rozsahu celé knihy, která ukazuje řadu kontradikcí, nekonzistencí a paradoxů ve formální struktuře systému. Jeho kritika se konkrétně táže na důsledky přijetí některých častých a dosti neškodných předpokladů nebo axiomů o povaze jazyka, jak byly převzaty do minimalistického modelu jazykového oddílu.